# رياض سطوف
رياض سطوف (بالفرنسية: Riad Sattouf)‏ هو رسام كارتون وفنان قصص مصورة وكاتب ومخرج وممثل فرنسي، ولد في 5 مايو 1978 بباريس في فرنسا. من الجوائز التي نالها Angoulême International Comics Festival Prize for Best Album ‏ سنة 2010 وAngoulême International Comics Festival Prize for Best Album ‏ سنة 2015 وGlobe de Cristal Awards ‏ سنة 2008 وAngoulême International Comics Festival René Goscinny award ‏ سنة 2003 وCésar Award for Best First Film ‏ سنة 2010.

## جوائز
- Angoulême International Comics Festival Prize for Best Album [الإنجليزية]‏ (2010)
- Angoulême International Comics Festival Prize for Best Album [الإنجليزية]‏ (2015)
- Globe de Cristal Awards [الإنجليزية]‏ (2008)
- Angoulême International Comics Festival René Goscinny award [الإنجليزية]‏ (2003)
- César Award for Best First Film [الإنجليزية]‏ (2010)

## وصلات خارجية
- رياض سطوف على موقع IMDb (الإنجليزية)
- رياض سطوف على موقع مونزينجر (الألمانية)
- رياض سطوف على موقع ألو سيني (الفرنسية)
- رياض سطوف على موقع أول موفي (الإنجليزية)
- رياض سطوف على موقع قاعدة بيانات الفيلم (الإنجليزية)
- رياض سطوف على موقع كينوبويسك (الروسية)